# ميرلارا
ميرلارا (بالإيطالية: Merlara)‏ هي بلدية في مقاطعة باذوة، في فنيتة بشمال شرق إيطاليا، وتقع على 80 كيلومترًا (50 ميلًا) جنوب غرب البندقية و45 كيلومترًا (28 ميلًا) جنوب غرب باذوة.